# Stazione di Plauen Inferiore
La stazione di Plauen Inferiore (in tedesco Plauen (Vogtl) unt Bf) è una stazione ferroviaria della città tedesca di Plauen. È posta sulla linea Gera-Weischlitz ("Elstertalbahn").